# Aleksandar Lazarevic
Aleksandar Lazarevic (født 17. september 1991) er en dansk semiprofessionel fodboldspiller, der spiller for den danske 1. divisionsklub Hvidovre. Han spiller angriber, men kan spille alle offensive positioner.

## Karriere

### B1908
Lazarevic spillede i B1908 indtil han skiftede til Hvidovre i 2011.

### Hvidovre IF
Lazarevic spillede et halvt år i Hvidovre inden turen gik videre til Avarta i nabokommunen Rødovre.

### Avarta
Han var med sine mål med til at redde Avarta fra nedrykning i sæsonens sidste runde i sæsonen 11/12.

### Brønshøj Boldklub
I sommeren 2013 skiftede Lazarevic til Brønshøj. Her har han brugt det meste af tiden på bænken, men er blevet skiftet ind i mange kampe. Alligevel har "Aleks" imponeret fansene og klubben og fik forlænget sin kontrakt, så den gjaldt resten af sæsonen 13/14.
I sommeren 2014 forlængede Brønshøj med Lazarevic for yderligere et år.

### FC Helsingør
I sommeren 2015 skrev han under på en aftale med FC Helsingør. Efter et halvt år i klubben var parterne i januar 2016 enige om at ophæve aftalen.

### Hvidovre IF (2016)
Tekst mangler, hjælp os med at skrive teksten

### HB Køge (2016-2017)
I midten af juli 2016 blev det offentliggjort, at Lazarevic havde skrevet under på en aftale med KB Køge efter at have været med på træningslejr. Han skrev under på en aftale med resten af 2016.

### Hvidovre IF (2017-)
I november 2017 forlængede han sin kontrakt med Hvidovre IF frem til sommeren 2019.
Den 11. juni 2019 skrev Lazarevic under på en forlængelse af sin kontrakt med klubben, således parterne også havde papir på hinanden for 2019-20-sæsonen.
Lazarevic var dog utilfreds med mængden af spilletid i juli og august 2019, og han blev derfor den 2. september 2019 på sommertransfervinduets sidste dag udlejet til Brønshøj Boldklub for den resterende del af 2019.